# El Nuevo Oriente
El Nuevo Oriente es un medio escrito de circulación regional con sede principal en Yopal (Colombia). Nació en 1998 por iniciativa del periodista Luis Martín Mesa Paredes. Su cobertura alcanza los departamentos de Casanare, Arauca,  Meta, Boyacá y Cundinamarca. Actualmente, es el diario más influyente de Casanare y Arauca, con edición semanal. Se enfoca en información general, de orden público, noticias locales, nacionales, regionales, deportes, cultura, entretenimiento y otros campos de la información.